# Holden Caulfield
Holden Caulfield è il sedicenne protagonista del romanzo di J. D. Salinger del 1951 Il giovane Holden. Viene universalmente riconosciuto come simbolo della ribellione e dell'angoscia adolescenziale, del sentimento di oppressione e disillusione nei confronti della società, nella quale non sempre si riesce a trovare il proprio posto, a causa del suo desiderio di crescere che contrasta con l'aspirazione di difendere l'innocenza dell'infanzia. È uno dei personaggi di maggior spicco nella letteratura americana del XX secolo.

## Aspetto fisico e psicologico
Holden si descrive come un ragazzo molto magro e alto 1,89 m. La sua caratteristica principale è quella di avere alcuni capelli bianchi sul lato destro della testa, che gli danno un aspetto più maturo dei suoi sedici anni. Holden rivela di odiare molto gli ipocriti e le menzogne in generale. Questo lo spinge ad odiare follemente il teatro e, soprattutto, il cinema. 
È molto cinico ed ha uno sviluppatissimo senso critico. Holden trova difficile rapportarsi con i compagni e, nonostante l'età e la statura, ama comportarsi come un ragazzino dodicenne ed arriva a chiamarsi numerose volte "stupido", pur dimostrando di essere in grado di fare ragionamenti molto profondi. Al contrario, chiama "gran signore" le persone che gli stanno antipatiche. Si dichiara ateo.

## La famiglia
Holden decide di non descrivere la famiglia, poiché tale scelta sarebbe troppo "dickensiana" e melensa. Tuttavia dice che i genitori sono brave persone, seppur molto riservate. Suo padre è di origini irlandesi e fa l'avvocato. Ha una sorella minore, Phoebe Josephine Caulfield, che è la persona a cui è più affezionato. Suo fratello maggiore, D.B., è uno scrittore e lavora come soggettista a Hollywood. Aveva anche un fratello di due anni più piccolo, Allie, morto di leucemia quando aveva undici anni; Holden era molto legato anche a questo fratello. 
Dice di avere anche una nonna molto vecchia che gli invia i soldi per il suo compleanno circa quattro volte ogni anno.

## Il nome
Il nome "Holden Caulfield" era stato usato in precedenza dall'autore per i personaggi di due racconti inediti del 1942 e del 1945.

## NeIl giovane Holden
Holden è il protagonista e il narratore interno di primo grado de Il giovane Holden e racconta i fatti successivi alla sua espulsione dalla prestigiosa scuola Pencey Prep, un importante college liberamente ispirato al Valley Forge Military Academy and College, l'università in cui studiò Salinger.